# Fontenay-le-Pesnel
Fontenay-le-Pesnel ist eine französische Gemeinde mit 1.237 Einwohnern (Stand: 1. Januar 2022) im Département Calvados in der Region Normandie. Sie gehört zum Arrondissement Bayeux und zum Kanton Thue et Mue. Die Einwohner werden als Fontenassiens bezeichnet.

## Geografie
Fontenay-le-Pesnel liegt rund 15 Kilometer westlich von Caen und 16 Kilometer südöstlich von Bayeux. Umgeben wird die Gemeinde von Cristot im Norden, Thue et Mue im Nordosten, Osten und Südosten, Tessel im Süden, Juvigny-sur-Seulles im Südwesten sowie Tilly-sur-Seulles in westlicher und nordwestlicher Richtung.

## Geschichte
Nordfrankreich war von Juni 1940 bis Herbst 1944 von Truppen der Wehrmacht besetzt. 
Am 7. Juni 1944, dem zweiten Tag der Invasion in der Normandie, erschossen Soldaten einer SS-Einheit 36 kanadische Kriegsgefangene (siehe Wilhelm Mohnke). Bald darauf wurde das Dorf von westalliierten Truppen befreit. 

## Bevölkerungsentwicklung
| Jahr                             | 1793 | 1836 | 1876 | 1926 | 1946 | 1968 | 1990 | 2016 |
| Einwohner                        | 740  | 866  | 904  | 515  | 375  | 475  | 902  | 1169 |
| Quelle: Cassini, EHESS und INSEE |      |      |      |      |      |      |      |      |

## Sehenswürdigkeiten
- Kirche Saint-Aubin aus dem 12. Jahrhundert, in den Folgejahrhunderten erweitert
- Kirche Saint-Martin aus dem 14./15. Jahrhundert, 1944 weitgehend zerstört
- Militärfriedhof

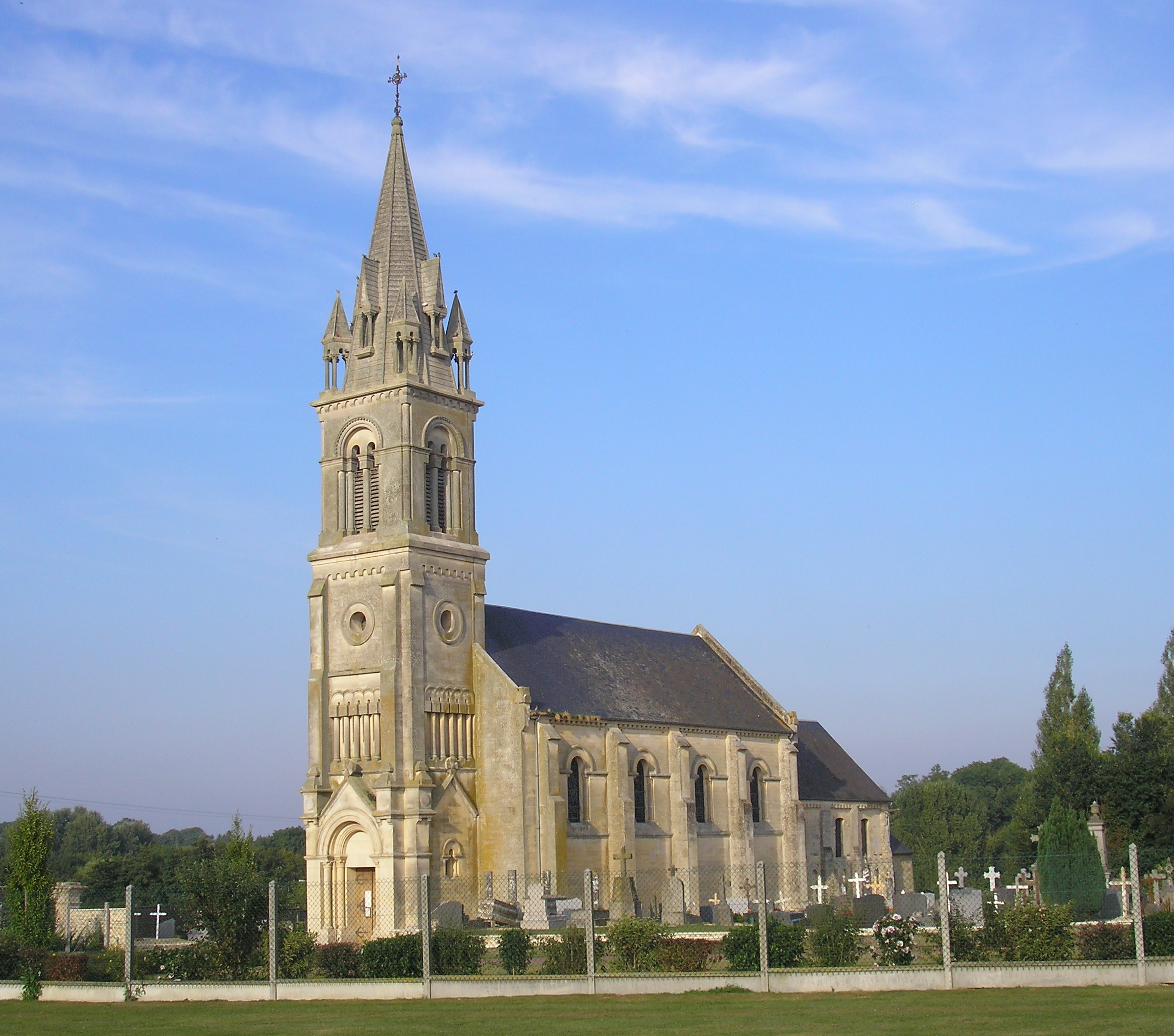
Kirche Saint-Aubin
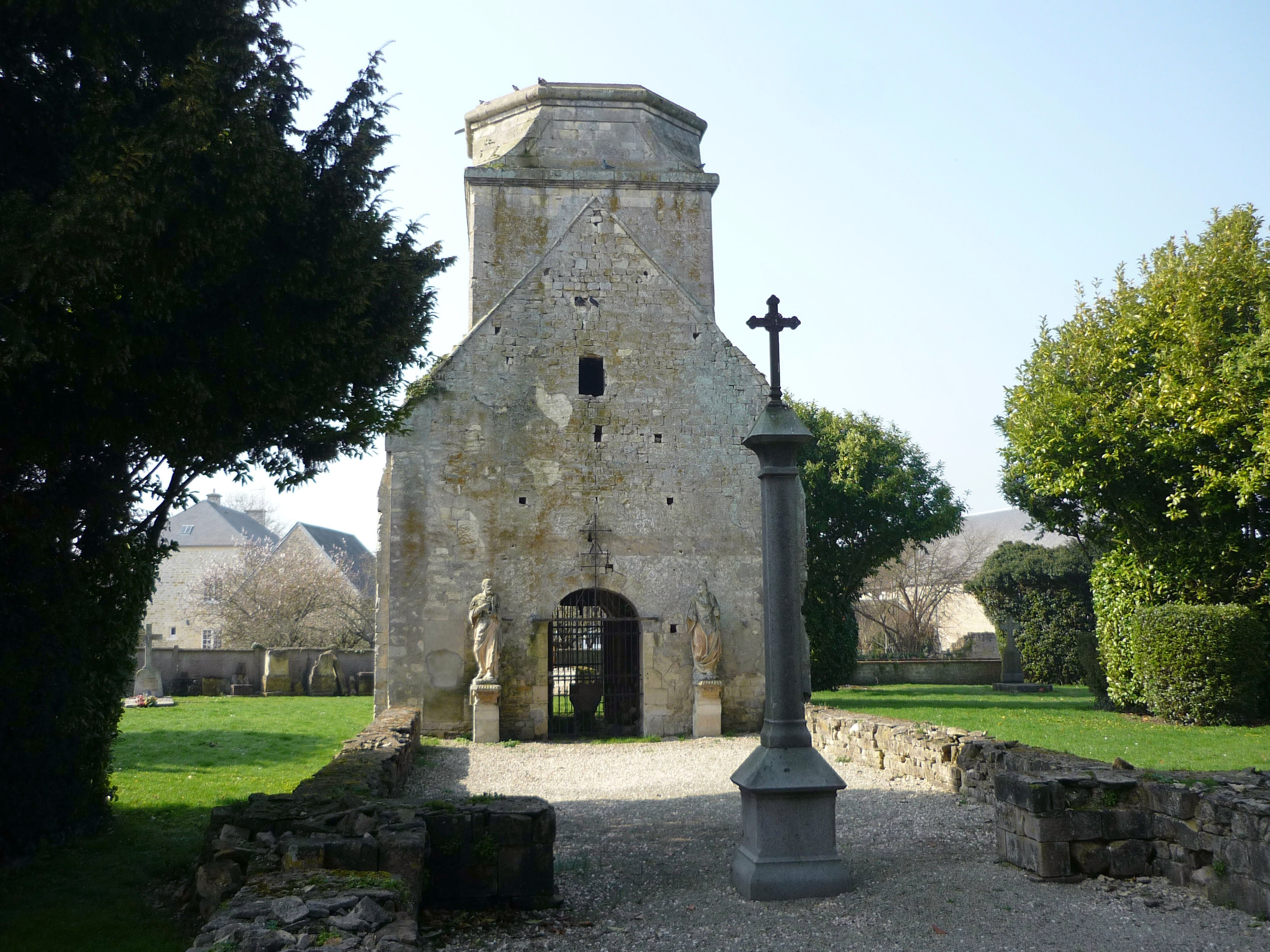
Reste der Kirche Saint-Martin